# 沈阳市 (中华人民共和国直辖市)
- 關於中華人民共和國現時設置的遼寧省瀋陽市，請見「沈阳市」。
- 關於中華民國曾經設置的院轄市，請見「沈阳市 (中华民国)」。

沈阳直辖市，是中华人民共和国已撤消的直辖市。
1949年時，中國大陸共設有12個直轄市，分別為：南京、上海、武汉（今武汉三镇）、鞍山、撫順、瀋陽、本溪、西安、北平（今北京）、天津、重慶、廣州，除北平及天津外，皆為大行政區代管。
1952年11月15日，鞍山、撫順、瀋陽、本溪等组建辽宁省，沈阳成为省轄市，1954年，旅大市也并入辽宁省。